# Bungee jumping

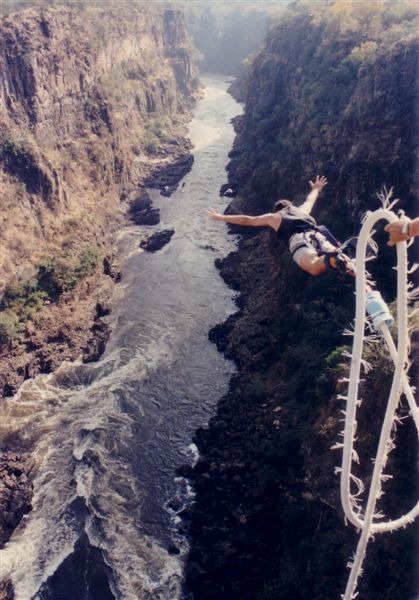
Bungee jumping da Ponte de Victoria Falls em Zâmbia/Zimbabwe

Bungee jumping (pronúncia em inglês: [ˈbʌndʒiː ˈdʒʌmpɪŋ]) é um esporte radical praticado por muitos aventureiros corajosos, que consiste em saltar de uma altura num vazio, amarrado aos tornozelos ou cintura a uma corda elástica. Este esporte é derivado do Naghol, que é uma espécie de prova Iniciação pela qual os rapazes de uma aldeia ao sul da Ilha de Pentecostes, em Vanuatu, têm de passar para poderem começar a ser chamados de adultos.

## História
A ideia do Bungee Jumping surgiu de um ritual milenar chamado Naghol, até hoje praticado pelos nativos da Ilha de Pentecostes, em Vanuatu, como uma espécie de prova de iniciação. Para comemorar a colheita do inhame, eles se atiram de uma torre de 30 metros de altura, amarrados pelo tornozelo por um tipo de cipó.
Em 1954, dois jornalistas da revista National Geographic foram a esta ilha e viram homens a saltar de uma torre com videiras amarradas aos tornozelos. A técnica já era tão avançada que as videiras tinham as medidas exatas para que quem saltasse não encostasse no chão, mantendo a distância suficiente para não partir o pescoço.
Em 1987, o neozelandês Alan John Hackett saltou da torre Eiffel, em Paris, uma coisa impensável na altura e que deixou o mundo de olhos postos naqueles "malucos" que se atiram de alturas impressionantes presos apenas pelo tornozelo.
A partir daí, o bungee jumping passou a ser considerado um esporte radical e tem já milhares de adeptos por todo o mundo.

## Recorde
O Guinness só registra saltos de plataformas fixas para garantir a precisão das medidas. John Kockleman, no entanto, entrou para o livro após um salto de 2200 pés de um balão na Califórnia, em 1989. Em 1991, Andrew Salisbury saltou 9000 pés de um helicóptero em Cancún para um programa de televisão, patrocinado pela Reebok. A corda atingiu uma tensão máxima de 3157 pés. Ele pousou a salvo de paraquedas após o salto.